# یونگ، سوئد
یونگ (به سوئدی: Jung) یک منطقهٔ مسکونی در سوئد است که در وارا مونیکیپلیتی واقع شده‌است. یونگ ۱٫۰۴ کیلومتر مربع مساحت و ۴۰۸ نفر جمعیت دارد.